# ایله آلاتاو
ایله آلاتاو (به لاتین: Trans-Ili Alatau) یک رشته‌کوه در قرقیزستان است. ایله آلاتاو ۴٬۹۷۳ متر بالاتر از سطح دریا واقع شده‌است.